# Lizoain-Arriasgoiti
Lizoain-Arriasgoiti en espagnol ou Lizoainibar-Arriasgoiti en basque est une municipalité de la communauté forale de Navarre, dans le Nord de l'Espagne.
Elle est située dans la zone linguistique mixte de la province, à 19 km de sa capitale, Pampelune. Le secrétaire de mairie est aussi celui de Ibargoiti, Izagaondoa, Monreal, Unciti, Urroz-Villa.

## Géographie

### Communes limitrophes
| Esteribar | Erro                     |            |
| Egüés     | Lizoain-Arriasgoiti      | Arce-Artzi |
| Aranguren | Urroz-Villa - Izagaondoa | Lónguida   |

## Démographie
| Évolution démographique                                 | Évolution démographique | Évolution démographique | Évolution démographique | Évolution démographique | Évolution démographique | Évolution démographique | Évolution démographique | Évolution démographique | Évolution démographique | Évolution démographique |
| 1996                                                    | 1998                    | 1999                    | 2000                    | 2001                    | 2002                    | 2003                    | 2004                    | 2005                    | 2006                    | 2007                    |
| ------------------------------------------------------- | ----------------------- | ----------------------- | ----------------------- | ----------------------- | ----------------------- | ----------------------- | ----------------------- | ----------------------- | ----------------------- | ----------------------- |
| 231                                                     | 237                     | 237                     | 236                     | 222                     | 243                     | 238                     | 271                     | 273                     | 283                     | 296                     |
| Sources: Lizoáin et instituto de estadística de navarra |                         |                         |                         |                         |                         |                         |                         |                         |                         |                         |

### Sources
- (es) Cet article est partiellement ou en totalité issu de l’article de Wikipédia en espagnol intitulé « Lizoáin-Arriasgoiti » (voir la liste des auteurs).